# Billy Butler
William Butler (Philadelphia, 15 december 1925 - Teaneck, 20 maart 1991) was een Amerikaanse gitarist van de r&b en de souljazz.

## Carrière
Billy Butler begon zijn carrière in 1947 in de begeleidingsband van de zanggroep The Harlemaires, daarna leidde hij van 1949 tot 1952 eigen formaties. Tijdens de jaren 1950 werkte hij bij Harry 'Doc' Bagby (1953) en Bill Doggett (1954-1961), waarmee hij samen in 1956 diens grootste r&b-hit Honky Tonk componeerde.
Tijdens de jaren 1960 was hij werkzaam als studiomuzikant voor onder andere King Curtis (1961/62), Dinah Washington, Panama Francis (1963), Johnny Hodges (1965), Jimmy Smith (1966) en David 'Fathead' Newman (1968). Van 1968 tot 1970 nam Butler ook een reeks albums op voor Prestige Records. Tijdens deze periode speelde hij in Broadway-showbands en van 1969 tot 1971 bij Houston Person. In 1972 werkte hij mee aan Chuck Rainey's debuutalbum. Vanaf 1976 toerde hij vaak door Europa.
In het verloop van zijn carrière werkte Butler ook mee bij opnamen van Al Casey, Gene Ammons, Eddie Lockjaw Davis, Frank Foster, Herbie Hancock, Groove Holmes, Freddie Hubbard, Illinois Jacquet, Roland Kirk, Dave Pike, Sammy Price, Jimmy Scott en Sonny Stitt.

## Overlijden
Billy Butler overleed in maart 1991 op 65-jarige leeftijd.

## Discografie
- 1969: Guitar Soul!
- 1969: This Is Billy Butler
- 1970: Yesterday, Today and Tomorrow
- 1970: Listen Now!
- 1973: Billy Butler Plays Via Galactica
- 1974: Guitar Odyssey
- 1976: Don't Be That Way

- Bibsys: 6068580
- Bibliothèque nationale de France: cb13892018c (data)
- Gemeinsame Normdatei: 134772784
- International Standard Name Identifier: 0000 0000 7249 1452
- Library of Congress Control Number: n88617260
- MusicBrainz: 9bef28e4-9e75-48be-8f92-d33d03fc611d
- Nationale Bibliotheek van Israël: 987007349394305171
- SNAC: w6dh1166
- Système universitaire de documentation: 079490018
- Virtual International Authority File: 100313214
- WorldCat: E39PBJycHdDMybXvYKMDyTdJDq